# 3913 Chemin
3913 Chemin è un asteroide della fascia principale. Scoperto nel 1986, presenta un'orbita caratterizzata da un semiasse maggiore pari a 2,3589951 UA e da un'eccentricità di 0,2227797, inclinata di 23,89624° rispetto all'eclittica.
L'asteroide è dedicato agli astronomi francesi Henriette Chemin e Robert Chemin.